# Блюменфельд Беніамін Маркович
Беніамін Маркович Блюменфельд (24 травня 1884, Вилковишкі, Сувалькська губернія — 5 березня 1947, Москва) — шахіст, шаховий теоретик і літератор.

## Життєпис
За професією юрист, кандидат педагогічних наук. Вивчав право в університетах Берліна і Москви.
На 4-му Всеросійському турнірі (1905—1906) поділив 2-3-тє місце (звання майстра). Успішно виступав у московських дореволюційних змаганнях. На Всеросійській шаховій олімпіаді 1920 посів 8-ме місце; на чемпіонаті Москви (1925) — 2-3-тє; на турнірах московських майстрів — 3-тє (1930) і 5-те місця (1934).
Зробив значний внесок в теорію дебютів: його іменем названо гамбіт (1.d4 Кf6 2.c4 c5 3.d5 е6 4.Кf3 b5); його ідеї використані в сучасному волзькому гамбіті, нові продовження — в меранському варіанті слов'янської захисту ферзевого гамбіту, шотландській партії та в інших дебютах. Одним з перших в СРСР Блюменфельд почав вивчати психологію шахової боротьби. Він був автором низки статей на цю тему і кандидатської дисертації: «Проблеми наочно-дієвого мислення (на базі шахового матеріалу)» (1945). Запропонував оригінальні методи дослідження психології шахіста: запис часу, витраченого на кожен конкретний хід, запис міркувань у процесі гри і т.д.

## Спортивні досягнення
| Рік       | Місто           | Змагання                                                              | +  | − | = | Очки    | Місце |
| --------- | --------------- | --------------------------------------------------------------------- | -- | - | - | ------- | ----- |
| 1901      | Лієпая          | Першість Лієпаї                                                       |    |   |   |         | 1     |
| 1903      | Берлін          | Турнір німецьких майстрів                                             |    |   |   |         | 5     |
| 1905/1906 | Санкт-Петербург | 4-й Всеросійський турнір                                              | 12 | 3 | 2 | 12 з 16 | 2—3   |
| 1907      | Москва          | Турнір в рамках гастролей Георга Марко                                | 3  | 2 | 1 | 3½ з 6  | 2—3   |
| 1908      | Москва          | Матч з О. О. Алехіним                                                 | 0  | 4 | 1 | ½ : 4½  |       |
| 1911      | Санкт-Петербург | Матч Санкт-Петербург — Москва (3-тя шахівниця, проти С. М. Фреймана)  | 1  | 0 | 0 | 1 з 1   |       |
| 1912      | Москва          | Матч Москва — Санкт-Петербург (2-га шахівниця, проти Г. Я. Левенфіша) | 0  | 0 | 1 | ½ из 1  |       |
| 1920      | Москва          | Всеросійська шахова олімпіада                                         | 4  | 3 | 8 | 8 з 15  | 8     |
| 1924/1925 | Москва          | Чемпіонат Москви 1925                                                 | 9  | 3 | 5 | 12 з 17 | 2—3   |
| 1925      | Москва          | Відбірковий турнір майстрів (для участі в міжнародному турнірі)       | 2  | 3 | 3 | 3½ з 8  | 3—4   |
| 1926      | Москва          | Матч Москва — Ленінград (4-та шахівниця, проти Іллі Рабіновича)       | 1  | 0 | 1 | 1½ з 2  |       |
| 1927      | Ленінград       | Матч Ленінград — Москва (проти Соломона Готгільфа)                    | 1  | 1 | 0 | 1 з 2   |       |
| 1930      | Москва          | Турнір московських майстрів                                           | 3  | 3 | 1 | 3½ з 7  | 3—5   |
| 1931      | Москва          | Першість Москви                                                       |    |   |   | 6 з 12  | 5—9   |
|           | Москва          | Півфінал 7-го чемпіонату СРСР (група № 4)                             | 3  | 4 | 2 | 4 з 9   | 7—8   |
| 1932      | Москва          | Першість Москви                                                       |    |   |   | 4 з 9   | 5—6   |
| 1933/1934 | Москва          | Першість Москви                                                       | 7  | 6 | 6 | 10 з 19 | 8—11  |
| 1934      | Москва          | Відбірковий турнір майстрів (до 9-го чемпіонату СРСР)                 |    |   |   | 3½ з 7  | 3—5   |

## Книги
- Роль эндшпиля в шахматной партии, [Л.], 1929;
- Матч Алехин — Боголюбов на первенство мира, [М.], 1931 (редактор);
- Комбинация в шахматной партии, М., 1938.